# Mighty Switch Force!
Mighty Switch Force! est un jeu vidéo d'action, de plates-formes et de réflexion développé et édité par WayForward Technologies, sorti en 2011 sur Windows, Wii U et Nintendo 3DS.
Il a pour suite Mighty Switch Force! 2.

## Accueil
- IGN : 8,5/10 (Wii U)[1]